# 圣安东尼奥联合基地

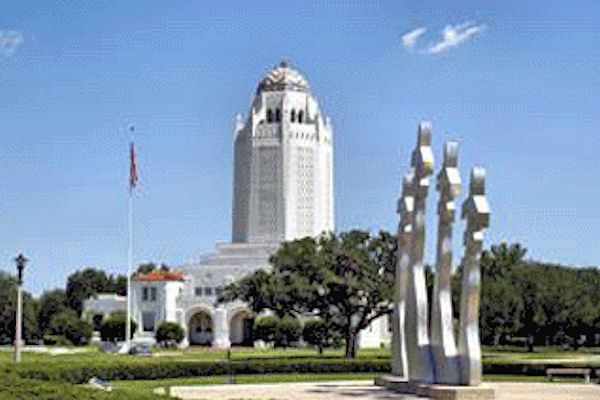
聖安東尼奧聯合基地

聖安東尼奧聯合基地（英語：Joint Base San Antonio, JBSA）這是一座位於德州的美軍聯合基地，在2005年基地重整和關閉委員會將三個軍事基地合併為一個聯合基地，並於2010年正式成立。由第502空軍基地聯隊管轄。

## 山姆·休士頓堡
山姆·休士頓堡（英語：Fort Sam Houston）是美國陸軍位於德州聖安東尼奧的軍事基地，以德克薩斯共和國總統山姆·休士頓命名。

### 歷史
山姆·休士頓堡是聖安東尼奧聯合基地最早的營區。1876年，美國陸軍開始在聖安東尼奧市捐贈的92英畝土地上建造補給基地。1880年建造15座房屋供軍官使用。叫做聖安東尼奧哨所(The Post at San Antonio)。
1890年9月11日，時任戰爭部代理部長格蘭特將軍簽署了將聖安東尼奧哨所命名為山姆休士頓堡。
美西戰爭後，增加了騎兵基地和砲兵基地。也擴大了山姆休士頓堡的範圍。由於增加了用於訓練區的土地，該營區很快成為陸軍中最大的基地。隨著墨西哥革命的爆發，山姆休士頓堡的重要地位再次提升。
1916年在山姆休士頓堡東側建立了威爾遜營(Camp Wilson)，以訓練防範墨西哥所需的部隊。1917年，威爾遜營改名為特拉維斯營(Camp Travis)，並再進行了一次擴建。特拉維斯營訓練了大量士兵，投入第一次世界大戰。
一戰結束後，特拉維斯營由第2步兵師駐紮。1922年，山姆休士頓堡合併了特拉維斯營。1920年代後期，陸軍開始改善該哨所的基礎設施。1938年一間醫院開始營運，1942年，該醫院更名為布魯克總醫院(Brooke General Hospital)，有618個床位。
在第二次世界大戰期間，山姆休士頓堡新建了近500座臨時建築，以容納大量的士兵。布魯克總醫院也繼續擴建，將可容納的病床數量增加到了7800張，整個綜合大樓於1945年成為了布魯克醫院中心(Brooke Hospital Center)。
戰爭結束後，聖安東尼奧市的壯大以及對步兵師需求改變，意味著薩姆休斯頓堡將無法再支持作戰任務。1946年，醫療野戰服務學校(Medical Field Service School)遷移至此，山姆休士頓堡的功能開始轉變。同時布魯克醫院中心被改組為布魯克陸軍醫學中心。
1972年，醫療野戰服務學校改組為健康科學研究院(Academy of Health Sciences)。改組使該學院成為世界上最大的醫學培訓機構之一。1991年，再次改組為美國陸軍醫療部門訓練中心。

### 駐紮單位
- 美國國防部
  -  醫療教育培訓學校（英语：Medical Education and Training Campus）
- 美國北方陸軍
  - 總部
- 美國南方陸軍
  - 總部
- 美國陸軍裝備司令部
  -  美國陸軍設施管理司令部（英语：United States Army Installation Management Command）
- 美國陸軍醫療司令部
  - 總部
  -  美國陸軍牙科司令部（英语：United States Army Dental Command）
  -  布魯克陸軍醫學中心（英语：Brooke Army Medical Center）
- 美國陸軍情報與安全司令部
  -  第470軍事情報旅（英语：470th Military Intelligence Brigade (United States)）

## 拉克蘭空軍基地
拉克兰空军基地（英語：Lackland Air Force Base）是美国空军在德克萨斯州聖安東尼奧设立的空军基地，隶属美国空军教育训练司令部。该基地是圣安东尼奥联合基地的一部分，所駐部隊包括美國空軍保安部隊中心。2020年初時曾將鑽石公主號上美國公民安放在此處進行2019新型冠狀病毒的隔離檢疫，然而有一名病患在解除隔離後才被告知確診2019新型冠狀病毒，因此此地也被視為德州乃至於全美國的新型冠狀病毒疫情起源地。

## 蘭多夫空軍基地
蘭多夫空軍基地（英語：Randolph Air Force Base）是美国空军在德克萨斯州圣安东尼奥东北部设置的一个基地。该基地是美国空军教育训练司令部所在地。以William Millican Randolph上尉命名。